# Trombicula naultini
Trombicula naultini är en spindeldjursart som beskrevs av Lionel Jack Dumbleton 1947. Trombicula naultini ingår i släktet Trombicula och familjen Trombiculidae. Inga underarter finns listade i Catalogue of Life.